# 斯韋普森維爾 (北卡羅萊納州)
斯韋普森維爾（英語：Swepsonville）是一個位於美國北卡羅萊納州阿拉曼斯縣的城鎮。

## 人口
根據2020年美國人口普查的數據，斯韋普森維爾的面積為3.93平方千米，當中陸地面積為3.72平方千米，而水域面積為0.21平方千米。當地共有人口2445人，而人口密度為每平方千米622人。